# Pandemia de COVID-19 en Grecia
El primer caso de la pandemia de COVID-19 en Grecia fue confirmado el 26 de febrero de 2020, cuando una mujer de 38 años de Salónica que había visitado recientemente Italia, había sido infectada. Los casos posteriores a finales de febrero y principios de marzo se referían a personas que habían viajado a Italia y a un grupo de peregrinos que habían viajado a Israel y Egipto, así como a sus contactos. La primera muerte de COVID-19 fue un hombre de 66 años, que murió el 12 de marzo. Las autoridades sanitarias y estatales emitieron directrices y recomendaciones cautelares, mientras que hasta principios de marzo se adoptaron a nivel local e incluyeron el cierre de escuelas y la suspensión de los acontecimientos culturales en las zonas afectadas.
Hasta el 20 de febrero de 2022, se contabiliza la cifra de 2,298,926 casos confirmados, 25,327 fallecidos y 2,065,123 recuperados del virus.

## Fondo
En diciembre de 2019 se identificó un nuevo coronavirus que causó una enfermedad respiratoria en la ciudad de Wuhan, provincia de Hubei, China, y se informó a la Organización Mundial de la Salud (OMS) el 31 de diciembre de 2019, que confirmó su preocupación el 12 de enero de 2020. La OMS declaró el brote de una Emergencia de Salud Pública de Importancia Internacional el 30 de enero y una pandemia el 11 de marzo.
La tasa de letalidad de COVID-19  es mucho menor que la del SARS , una enfermedad relacionada que surgió en 2002, pero su transmisión ha sido significativamente mayor, lo que ha provocado un número total de muertes mucho mayor.

## Cronología

### Febrero 2020
El 26 de febrero se confirmó el primer caso en Grecia. Una mujer de 38 años de Tesalónica, que había visitado recientemente Milán, Italia, dio positivo y fue ingresada en el Hospital de AHEPA. Su familia, así como aquellos que entraron en contacto con ella, se aislaron voluntariamente.
El 27 de febrero, el ministro de Salud, Vasilis Kikilias, también anunció que todos los eventos de carnaval serían cancelados en toda Grecia.
El 28 de febrero, ocho escuelas estatales fueron cerradas como medida de precaución en Ática para prevenir la propagación del virus, y todos los viajes escolares al extranjero fueron cancelados.

### Marzo 2020
El 10 de marzo, Evangelos Marinakis, el propietario de los clubes de fútbol Olympiacos en Grecia y Nottingham Forest en Inglaterra, informó al público a través de las redes sociales que había contraído el virus, e instó a todos a seguir las órdenes de los profesionales de la salud. El ministro de Salud Vasilis Kikilias anunció el cierre de todas las instituciones educativas durante 14 días.
El 13 de marzo, Katerina Sakellaropoulou fue juramentada como Presidenta de Grecia en el Parlamento Helénico y se convirtió en la primera mujer en ocupar el cargo, sucediendo a Prokopis Pavlopoulos. Sakellaropoulou suspendió la ceremonia de protocolo para la inauguración programada para el sábado 14 y no se permitieron apretones de manos.
El 12 de marzo se confirmó la primera muerte relacionada con el virus en Grecia, se trataba de un hombre de 66 años.
El 24 de marzo, la presidenta de Grecia, Katerina Sakellaropoulou, declaró que iba a dirigirse a la nación en la noche del día 24 en relación con la pandemia COVID-19 y las celebraciones del Día de la Independencia del 25 de marzo.
Hasta el 31 de marzo, el número total de casos confirmados había aumentado a 1314 y la cifra de muertos a 49.

### Abril 2020
El 20 de abril, los 470 refugiados alojados en una instalación en Kranidi, Argolis fueron probados para detectar el virus, así como todo el personal de la instalación, la clínica local y la Organización Internacional para las Migraciones (OIM),un total de 497 muestras. Entre ellos una mujer de 68 años en Kastoria. 
Hasta el 30 de abril, el número total de casos confirmados había aumentado a 2591 y la cifra de muertos a 140. 

### Mayo 2020
El 15 de mayo, se impuso un toque de queda nocturno local durante 14 días. El uso de máscaras faciales para todos en la zona se convirtió en obligatorio y se distribuyeron máscaras y antisépticos a cada familia.
Hasta el 31 de mayo, el número total de casos confirmados había aumentado a 2917 y la cifra de muertos a 175.

### Junio 2020
Hasta el 30 de junio, el número total de casos confirmados había aumentado a 3409 y la cifra de muertos a 192.

### Julio 2020
Hasta el 31 de julio, el número total de casos confirmados había aumentado a 4477 y la cifra de muertos a 206.

### Agosto 2020
Hasta el 31 de agosto, el número total de casos confirmados había aumentado a 10 317 y la cifra de muertos a 266.

### Septiembre 2020
Hasta el 30 de septiembre, el número total de casos confirmados había aumentado a 18 475 y la cifra de muertos a 391.

### Octubre 2020
Hasta el 31 de octubre, el número total de casos confirmados había aumentado a 39 251 y la cifra de muertos a 626.

### Noviembre 2020
Hasta el 30 de noviembre, el número total de casos confirmados había aumentado a 105 271 y la cifra de muertos a 2406.

## Estadísticas

### Casos por periferias y regiones
| Tracia y Macedonia Oriental | 182 233   | 1940   |
| Macedonia Central           | 695 962   | 8773   |
| Macedonia Occidental        | 96 618    | 886    |
| Tesalia                     | 262 210   | 2521   |
| Epiro                       | 108 719   | 552    |
| Islas Jónicas               | 78 195    | 306    |
| Grecia Occidental           | 225 043   | 1780   |
| Grecia Central              | 164 570   | 1151   |
| Peloponeso                  | 189 826   | 1169   |
| Ática                       | 1 511 721 | 9684   |
| Creta                       | 273 991   | 899    |
| Egeo Meridional             | 130 288   | 313    |
| Egeo Septentrional          | 66 298    | 307    |
| Monte Athos                 | 264       | 8      |
| Grecia                      | 3 843 142 | 30 476 |

## Vacunación
La vacunación contra la COVID-19 en Grecia es la estrategia nacional de vacunación que está en curso desde el 27 de diciembre de 2020 para inmunizar a la población contra la COVID-19 en el país, en el marco de un esfuerzo mundial para combatir la pandemia de COVID-19.

## Respuesta de la Unión Europea
A partir de finales del primer trimestre de 2020, varios de los Estados miembros de la Unión se confrontaron a la crisis sanitaria de la pandemia de COVID-19. El impacto mediático generado por la situación, precipitó a los gobiernos nacionales y a las instituciones europeas a una situación sin precedentes, que en marzo, llevó a que los Estados miembros aceptaran la recomendación emitida por la Comisión Von der Leyen sobre lo que deberían hacer para restringir la entrada en el territorio a los residentes extracomunitarios. Casi al mismo tiempo, la Comisión lanzó su primera reserva de material médico con el fin de repartirlo a los Estados de la Unión más afectados por la pandemia.
En abril se sucedieron numerosas acciones políticas en respuesta a la crisis. En primer lugar reaccionó el Banco Central Europeo (BCE) con un programa de compra de títulos para evitar el colapso de los mercados de deuda, lo que contribuyó a estabilizar la situación financiera. Entonces, tras ser aprobada por primera vez la denominada “cláusula general de salvaguarda” prevista para escenarios de graves crisis generalizadas que afecten a la eurozona, la Comisión pudo levantar los límites que fijaba el pacto de estabilidad y crecimiento. De esta forma se autorizó a los gobiernos nacionales a inyectar en la economía tanto dinero «como fuese necesario». A dicha flexibilización se añadieron también los cambios en la autorización de ayudas públicas, ya que la normativa permitió otorgar hasta 800.000 euros por compañía en forma de subvención directa o ventajas fiscales. De manera complementaria, el Eurogrupo logró un acuerdo la segunda semana de abril que estableció los detalles de la primera red de seguridad comunitaria contra los efectos de la pandemia.
Pero el anuncio más destacado llegó el 18 de mayo de 2020, cuando en una rueda de prensa Merkel y Macron presentaron un plan para la UE en el marco de la crisis de la pandemia. Este impulso se integró con varias acciones institucionales de las semanas anteriores, y sirvió de base al plan recuperación económica (Next Generation EU) presentado por Von der Leyen la semana siguiente. Empero, el anuncio conjunto de Merkel y Macron fue impulsado por un fallo del Tribunal Constitucional de Alemania, que días antes había puesto en duda la independencia del Banco Central Europeo (BCE) para mantener a flote las economías de los miembros más vulnerables de la organización, así como la gobernabilidad de la UE. Hasta entonces, Merkel —quien ocho años antes, en el punto más álgido de la crisis del euro, aseguró que no habría eurobonos «mientras yo viva»— se había opuesto a la propuesta de Macron para crear un fondo que obligaría a los 27 a aumentar la deuda de forma conjunta.
En diciembre de 2020, la vacuna Tozinameran contra la COVID-19 logró la autorización de comercialización en la UE. BioNTech (Societas europaea), el laboratorio al origen de dicho producto, había recibido más de 9 millones de euros de financiación de la UE para la investigación durante la década precedente. Además, en junio fue beneficiario de un préstamo de 100 millones de euros del Banco Europeo de Inversiones (BEI), respaldado por la UE. Esto ayudó al laboratorio alemán a ampliar sus capacidades de fabricación y a suministrar la vacuna a nivel mundial.
En el plano internacional, durante el mes de mayo la Comisión lanzó la "Respuesta mundial al coronavirus", una acción que perseguía el «acceso universal a vacunas, tratamientos y tests de coronavirus asequibles». En la primera jornada del evento quedó cubierto el objetivo monetario de 7400 millones de euros, más de un tercio de los cuales procedían de la UE y sus Estados miembros. Este “maratón mundial de donantes”, dio paso al lanzamiento de una campaña denominada Global Goal: Unite for our Future que culminó el 27 de junio con una cumbre mundial de donantes, presidida por Von der Leyen, que recaudo 6.150 millones de euros.